# Де-Венгейс
Де-Венгейс (нід. De Veenhuis) — селище в нідерландській провінції Гелдерланд. Входить до муніципалітету Нейкерк. Перша згадка про населений пункт датується 1453 роком.